# Passiflora caerulea
A Passiflora caerulea é a planta mais comum dentro do seu género[carece de fontes?], originalmente nativa da América do Sul. Apesar da origem desta trepadeira ser tropical e subtropical, é mais resistente a baixas temperaturas relativamente às do seu género, como é o caso da Passiflora edulis. Por este motivo, já está bastante disseminada pela Europa, assim como naturalmente nas regiões de origem.

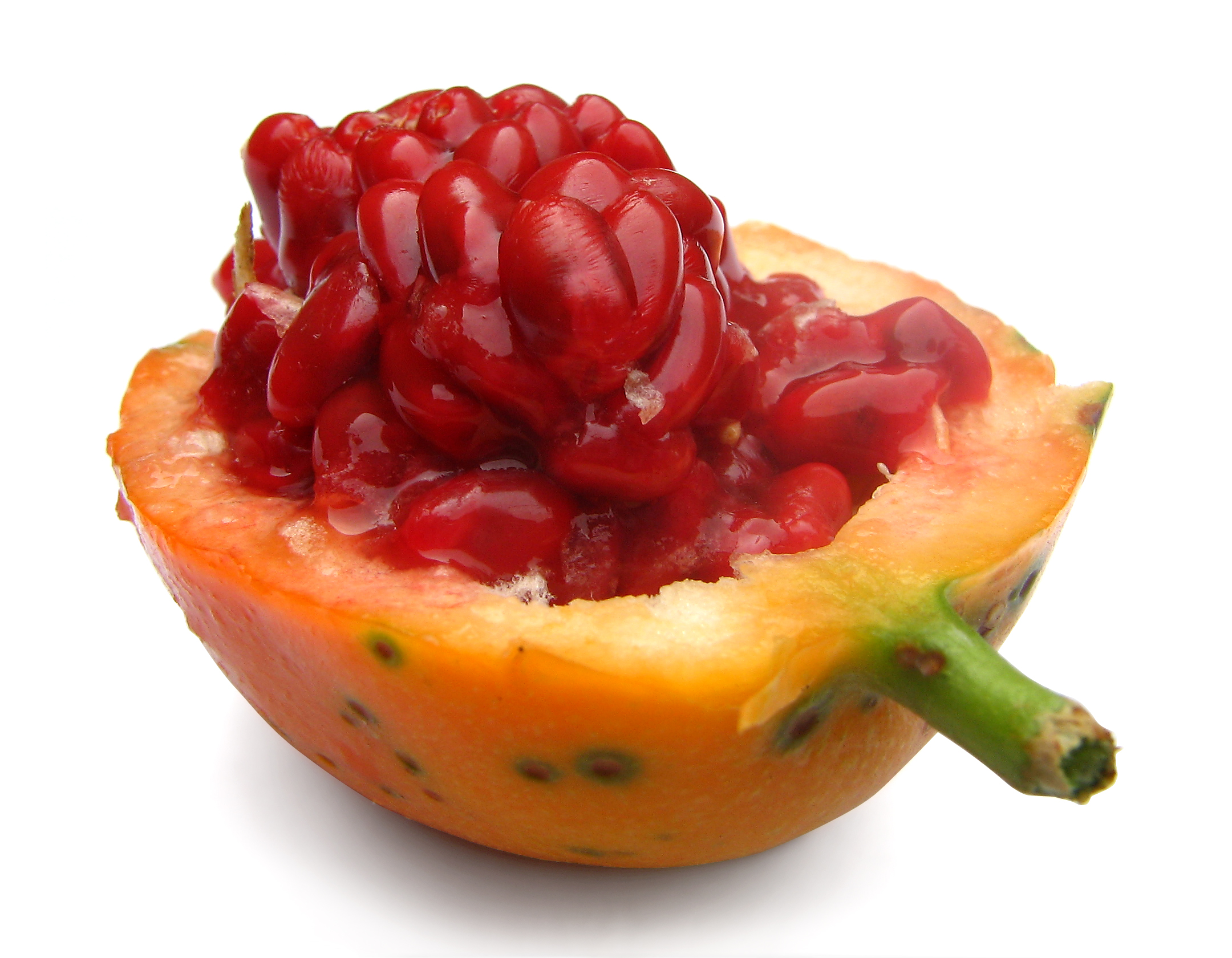
Fruto de P. caerulea

Esta planta é mais usada em jardins com fins ornamentais do que para fins de frutificação. Isto deve-se às suas características de trepadeira, com a função de cobertura de muros e sebes. Em detrimento, a sua função frutífera é posta em segundo plano, já que os frutos, apesar de serem comestíveis (casca laranja com uma polpa muito avermelhada), são algo sensaborões e sem cheiro.

## Curiosidades
É uma espécie extremamente variável em relação ao seu fenótipo, nomeadamente as cores da flor, com um número quase infinito de variedades, isto devido ao seu cultivo efectuar-se através da semente (e não através de propagação por estaca, etc.), criada através de fecundação, o que aumenta exponencialmente a probabilidade da nova planta ser diferente daquela que gerou a sua semente.